# Maria Matilde Principi
Maria Matilde Principi (San Mariano, Corciano, província de Perusa, 4 de maig de 1915 - Bolonya, 10 de setembre de 2017) va ser una entomòloga italiana i es va convertir en professora emèrita a la Universitat de Bolonya, on va dirigir el departament durant trenta anys.

## Biografia
Principi va néixer a San Mariano, a prop de Perusa, filla de Paolina Paletti i del geòleg Paolo Principi (que havia estat ajudant del geòleg Arturo Issel). Maria Matilde Principi es va llicenciar en ciències agrícoles a la Universitat de Perusa el 1937, amb la seva tesi d'entomologia sobre els neuròpters crisòpids d'Umbria. Més tard, es va doctorar a la Universitat de Bolonya.

### Carrera
El 1938 va guanyar un concurs de beques patrocinat pel Ministeri d'Agricultura i Silvicultura. Un membre del jurat va ser l'estimat entomòleg Guido Grandi (1886-1970) que, en finalitzar el concurs, va convidar Principi a traslladar-se a la Universitat de Bolonya i a incorporar-se al seu institut. Allà va ser nomenada ajudant i l'any 1951 va obtenir el títol de professora d'entomologia. Quan Grandi es va jubilar com a responsable de l'institut, va assumir la seva càtedra a la Universitat Bolonyesa, dirigint el departament durant trenta anys i posteriorment va fundar el seu programa de doctorat en entomologia agrícola.

El cicle vital de l'insecte menjaformigues, la formiga lleó.

En la seva recerca professional, va estudiar els neuropteroides, inclosos els insectes menjaformigues anomenats formigues lleó. Principi va escriure més de cent articles científics sobre insectes.
Durant el curs 1959/1960 va dirigir la tesi de grau Research on the parasites of three lepidoptera miners of apple leaves de Giorgio Celli, que més tard esdevingué un famós etòleg i entomòleg italià, i un personatge polític i televisiu. Quan es va jubilar l'any 1994 com a científica de renom internacional, va ser nomenada professora emèrita de la Universitat de Bolonya.
Maria Matilde Principi va morir a Bolonya el 10 de setembre de 2017, als 102 anys.

### Reconeixements

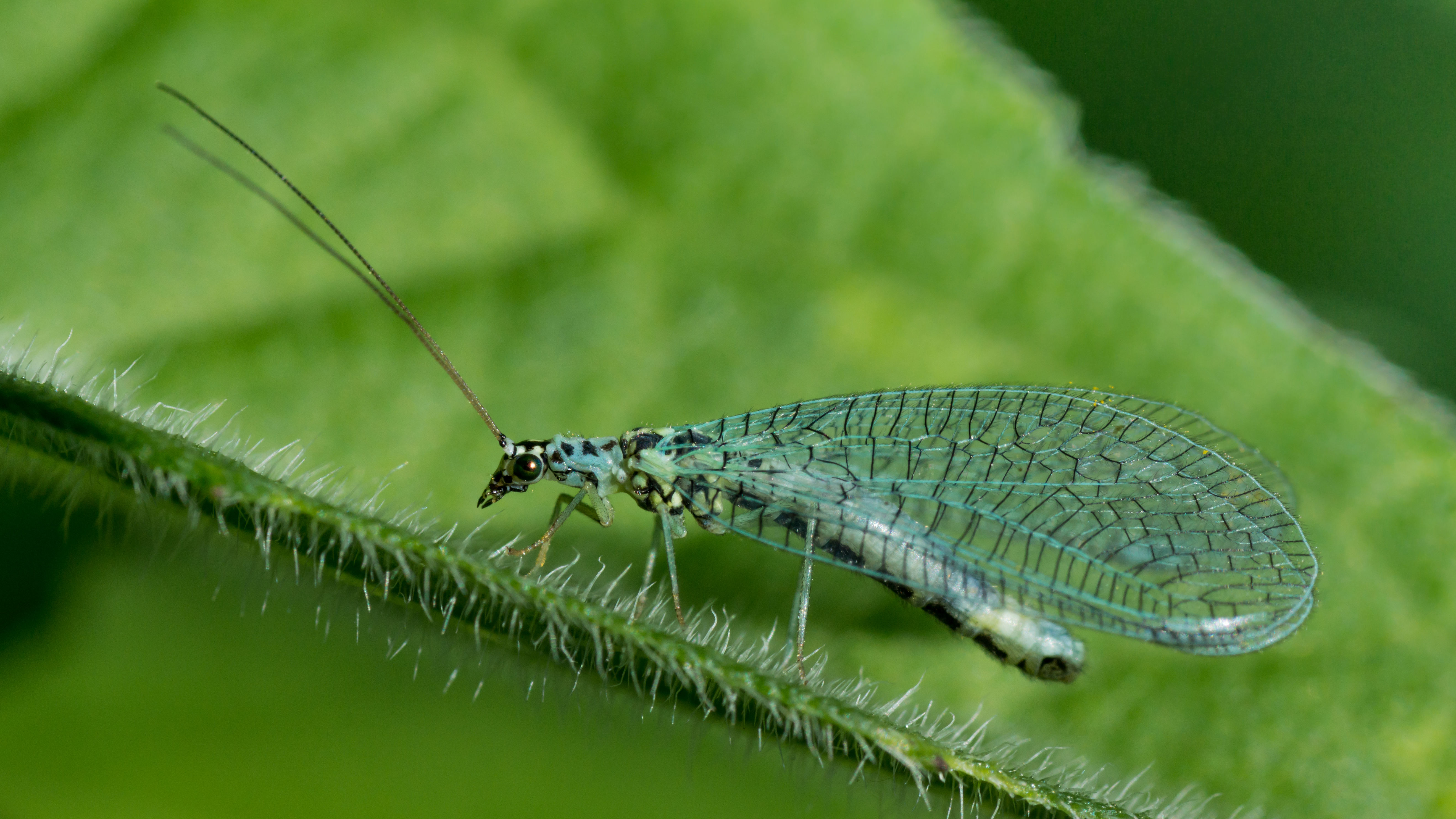
Neuròpter

Principi va rebre molts reconeixements, inclòs el de ser acadèmica benedictina de l'Acadèmia de Ciències de l'Institut de Bolonya; també va ser membre de moltes organitzacions científiques,  com la Societat Entomològica Italiana i l'Accademia dei Georgofili de Florència, de la Societat Entomològica Italiana o de la Societat Italiana de Zoologia i Biogeografia.
L'any 1991, els entomòlegs austríacs Horst i Ulrike Aspöck i Hubert Rausch li van dedicar el seu conjunt de dos volums Die Raphidiopteren der Erde (1991) i van anomenar una nova espècie de Neuroptera en honor seu, Subilla principae Pantaleoni.
Una espècie de formiga lleó endèmica de Tunísia i Sardenya va rebre el seu nomː Myrmeleon mariaemathildae (Pantaleoni, Cesaroni i Nicoli Aldini, 2010).

## Publicacions seleccionades
- «La Nothochrysa italica Rossi i els seus hàbits singulars», en el Butlletí de la Societat Entomològica Italiana, 75 (1943) pàgs. 117-118.
- «Estructures glandulars singulars en el tòrax i l'abdomen dels mascles d'algunes espècies de neuroptera crispa», a Informes de l'Accademia Nazionale dei Lincei, Classe de Ciències Físiques, Matemàtiques i Naturals, s.8, v. 16 (1954) pàg. 678-685.
- «Comportament i cicle biològic d'un dípter Cecidomiid, Putoniella marsupialis F. Lw.» , en Actes de l'Acadèmia de Ciències de l'Institut de Bolonya. Classe de ciències físiques. Informes, s. 11, vegeu 3 (1956) pàgs. 155-158.
- «Mètodes de control integrat en la defensa de les plantes conreades dels atacs dels artròpodes», a Actes de l'Accademia dei Georgofili, s. 7, vegeu 9 (1962) pàgs. 65-83.
- «Protecció integrada i producció integrada de cultius agrícoles: èxits i perspectives», a Actes de l'Accademia dei Georgofili, s. 7, vegeu 39 (1992) pàgs. 439-464.